# Gemeinschaft Sankt Martin

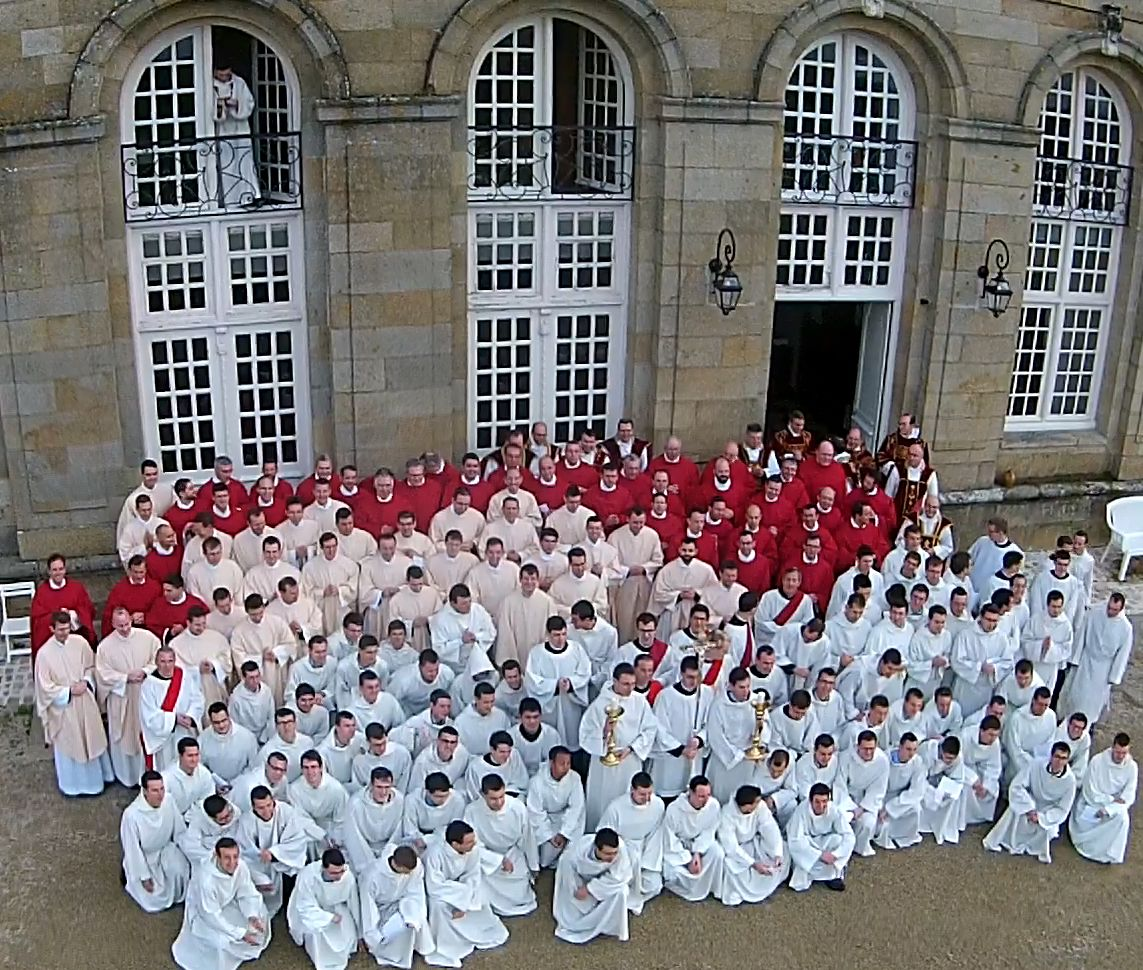
Priester und Seminaristen der Gemeinschaft Sankt Martin vor der Abtei von Évron (2015)

Die Gemeinschaft Sankt Martin (französisch Communauté Saint-Martin) ist eine Gemeinschaft von Weltpriestern und Diakonen, die gemeinsam leben und die ihnen von den Bistümern übertragenen Aufgaben erfüllen. Die Gemeinschaft besteht hauptsächlich aus Lokalgemeinschaften von drei bis sechs Mitgliedern, die in Hauptsache in Pfarreien, Internaten und Wallfahrtsorten tätig sind.
Sie wurde 1976 von Jean-François Guérin, einem Priester der Erzdiözese Tours (Frankreich), gegründet. Das Mutterhaus der Gemeinschaft, zusammen mit ihrem Priesterseminar, befindet sich in Évron, in Westfrankreich. Dort residiert auch der Generalmoderator der Gemeinschaft, ein Priester, der alle sechs Jahre von den Mitgliedern gewählt wird. Zurzeit wird das Amt von Abbé Paul Préaux ausgeübt.
Die Gemeinschaft zählt 185 Priester und Diakone, die in 32 französischen Bistümern und in Kuba, Rom und Deutschland tätig sind. Im Priesterseminar befinden sich etwa 100 Seminaristen in der Ausbildung (Stand 2023). Die Gemeinschaft Sankt Martin ist ein Institut päpstlichen Rechts.

## Geschichte

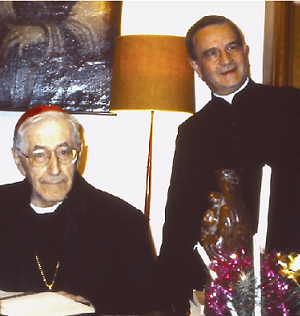
Der Gründer der Gemeinschaft, Jean-François Guérin (rechts) mit Kardinal Siri, Erzbischof von Genua (1986)

### Gründung in Italien
Der Gründer der Gemeinschaft Sankt Martin, Jean-Francois Guérin (1929–2005), wurde 1955 zum Priester für das französische Erzbistums Tours geweiht. Er wurde zunächst Domvikar an der Kathedrale von Tours, anschließend Seelsorger für städtische Schulen und in dieser Position von 1965 bis 1976 in Paris tätig. Als Kaplan in der Basilika Sacré-Cœur war er der geistliche Begleiter zahlreicher Jugendlicher. Viele von ihnen traten später in Ordensgemeinschaften, vor allem bei Benediktinern und den Unbeschuhten Karmelitinnen, ein, während andere Weltpriester wurden, dabei aber gemeinschaftlich leben und den liturgischen Geist pflegen, den sie bei Abbé Guérin kennengelernt hatten. Dieser war sowohl von der lateinisch-gregorianischen Tradition des römischen Ritus als auch von der liturgischen Bewegung geprägt.
Da der damalige Erzbischof von Genua, Giuseppe Kardinal Siri, die Erneuerung der priesterlichen Ausbildung in Frankreich unterstützen wollte, lud er Jean-François Guérin und erste Priesteramtskandidaten 1976 in die Erzdiözese Genua ein. So wurde die Gemeinschaft Sankt Martin als Gemeinschaft bischöflichen Rechts unter der Verantwortung von Kardinal Siri gegründet. Abbé Guérin und die Priesteramtskandidaten ließen sich im Kapuzinerkloster Genua-Voltri nieder. Die akademische Ausbildung erhielten die Seminaristen im Priesterseminar von Genua, während Abbé Guérin für ihre geistliche und pastorale Ausbildung im nahgelegenen Kloster verantwortlich war.

### Entwicklung in Frankreich ab 1983
1983 wurde der Gemeinschaft Sankt Martin das erste Apostolat in der Diözese Fréjus-Toulon in Südostfrankreich übertragen. In den folgenden Jahren übernahmen sie weitere Pfarreien in Frankreich. 1993 bot sich die Gelegenheit, Italien zu verlassen und das Ausbildungszentrum in das französische Dorf Candé-sur-Beuvron bei Blois (ca. 190 km südlich von Paris) zu verlegen. 2014 siedelte das Ausbildungs- und Mutterhaus nach Évron in ein ehemaliges Benediktinerstift über, die Abtei Notre-Dame d’Évron.

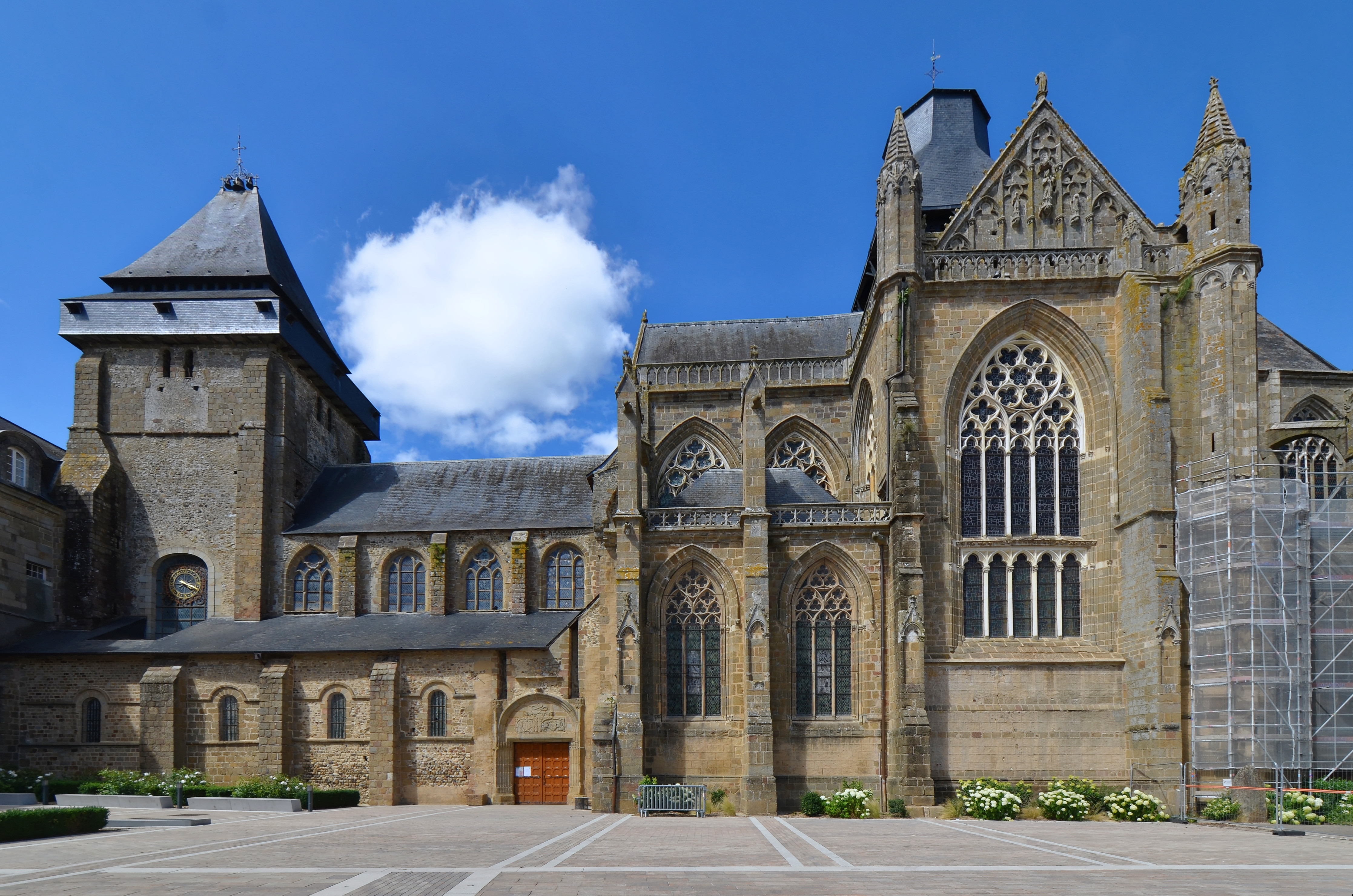
Basilika Notre-Dame in Évron
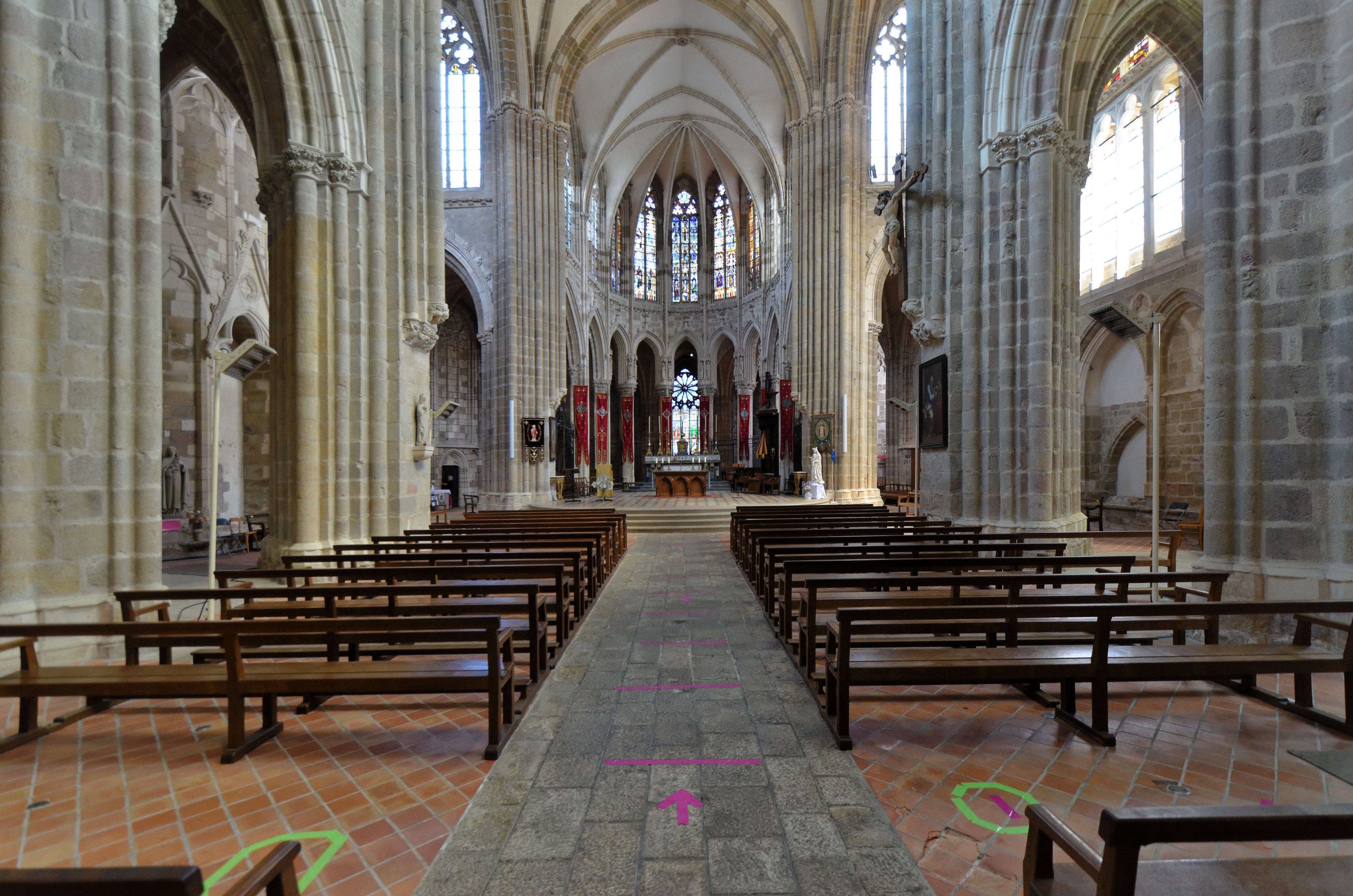
Chor der Basilika
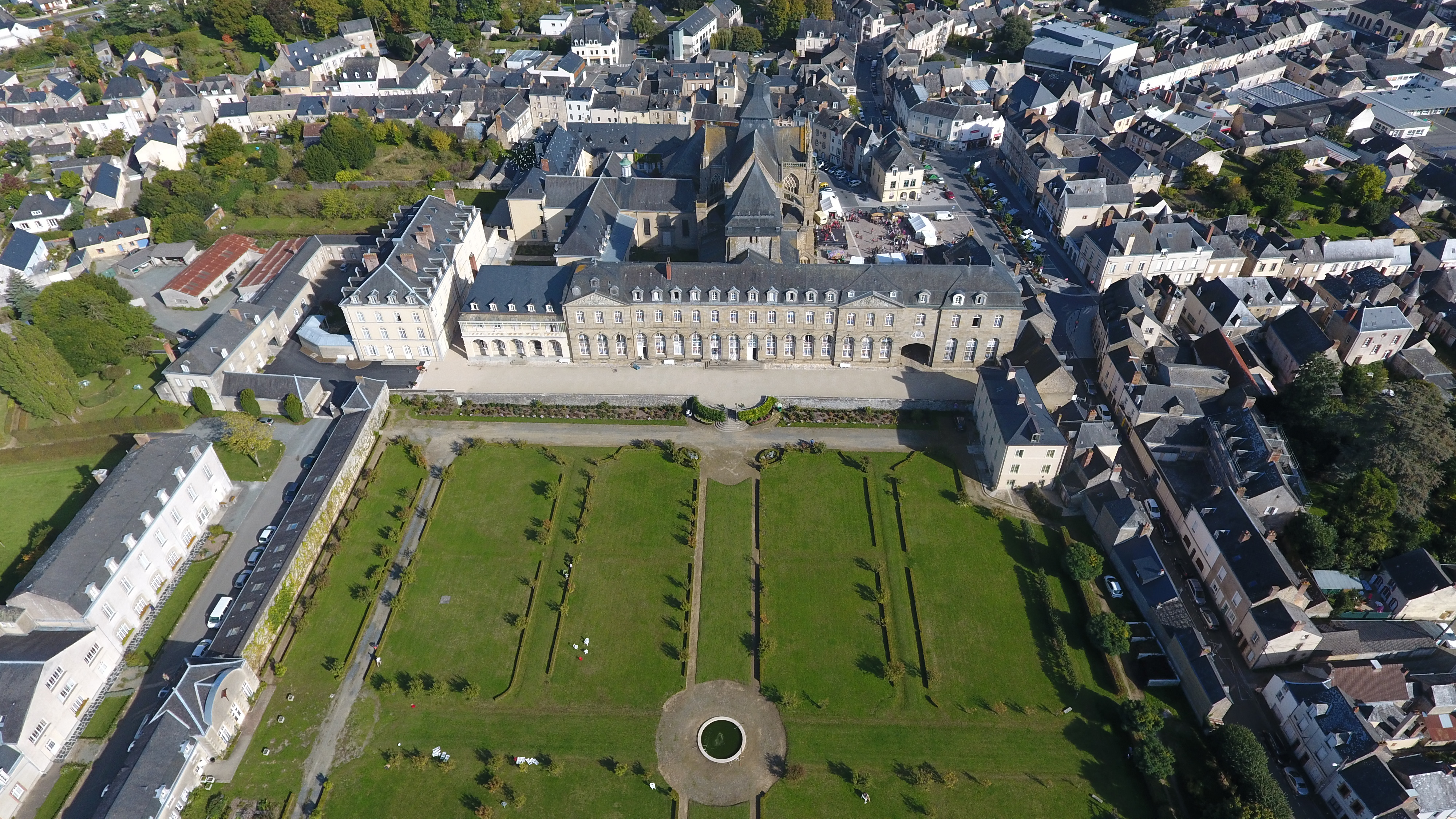
Abteikomplex Évron
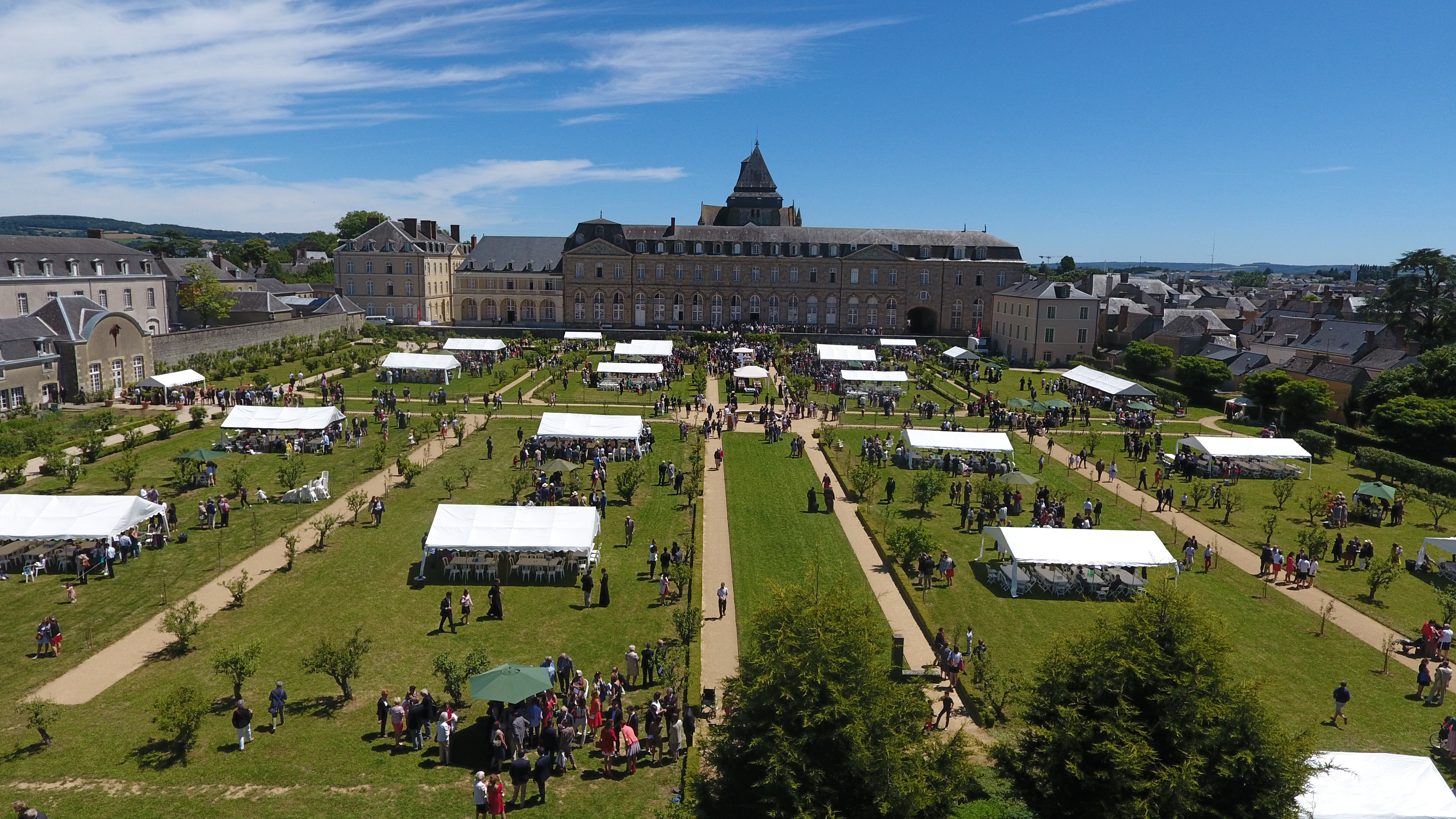
Abtei von der Gartenseite

Der Generalmoderator der Gemeinschaft Sankt Martin ist Abbé Paul Préaux. Er wurde am 19. April 2022 zum dritten Mal in das Amt gewählt und von der Kleruskongregation bestätigt. Abbé Préaux leitet die Gemeinschaft seit 2010. Er war zuvor Leiter des Wallfahrtsortes Montligeon.

### Entwicklung seit 2020
Seit 2022 ist Édouard de Vrégille, ehemaliger Rektor der Kathedrale von Amiens, Leiter des Seminars. Er tritt die Nachfolge von Louis-Hervé Guiny an, der dieses Amt 18 Jahre lang bis 2022 ausübte.
2024 stellte die Gemeinschaft mit neun Weihekandidaten (von landesweit 105) das größte Kontingent neu geweihter Priester in Frankreich.
Im September 2024 wurde berichtet, dass Firmin Udressy, von 2013 bis 2019 Oberer des deutschen Distrikts der Priesterbruderschaft St. Pius X., diese verlässt und sich der Gemeinschaft Sankt Martin anschließt. Die notwendige Zustimmung aus dem Dikasterium für den Klerus steht jedoch zu dem Zeitpunkt noch aus.

### Pastorale Visitation und Missbrauchsvorwürfe gegen den Gründer
Im Mai 2022 wurde der Bischof von Mende, Benoît Bertrand, vom Heiligen Stuhl mit einer pastoralen Visitation beauftragt, die vom Generalmoderator der Gemeinschaft aufgrund der stark ansteigenden Mitgliederzahlen selbst erbeten wurde, um die Entwicklung und das Wachstum der Gemeinschaft beratend zu begleiten. Er wurde unterstützt von André Marceau, dem ehemaligen Bischof von Nizza, von der Provinzialoberen der Ordensschwestern der Assomption, Anne Descours, und von Matthieu Dupont, zu diesem Zeitpunkt Regens von Versailles.
Im Juli 2024 ernannte das Dikasterium für den Klerus zwei Apostolische Assistenten für die Gemeinschaft Sankt Martin: Matthieu Dupont, inzwischen Bischof von Laval, und François-Marie Humann, Abt von Mondaye. Sie sollen die Leitung der Gemeinschaft drei Jahre lang unterstützen. Das Dikasterium verlangte von der Gemeinschaft eine Aufarbeitung der „Gründungsphase der Gemeinschaft Sankt Martin, der Persönlichkeit des 2005 verstorbenen Gründers und der Fakten, die ihm von ehemaligen Mitgliedern der Gemeinschaft vorgeworfen werden“, nämlich „erzwungene Küsse, [die] als Sexualdelikte charakterisiert werden könnten“ und Machtmissbrauch, wie die Französische Bischofskonferenz mitteilte. Bischof Dupont bescheinigte Jean François Guérin neben der Übergriffigkeit Ämterhäufung, wenn er gleichzeitig als Oberer und Beichtvater auftrat.

## Organisation

### Rechtliche Stellung der Gemeinschaft
Kirchenrechtlich ist die Gemeinschaft Sankt Martin eine öffentliche klerikale Vereinigung von Gläubigen päpstlichen Rechts.
Im Jahr 2000 erhielt die Gemeinschaft die päpstliche Anerkennung. Seit 2008 ist der gewählte Generalmoderator der Gemeinschaft zugleich ihr Ordinarius. Dieser beruft die Kandidaten zur Weihe. Die Geweihten werden in die Gemeinschaft Sankt Martin inkardiniert. 2022 zählte die Gemeinschaft etwa 168 Priester und Diakone und 100 Seminaristen.

### Ausbildungshaus

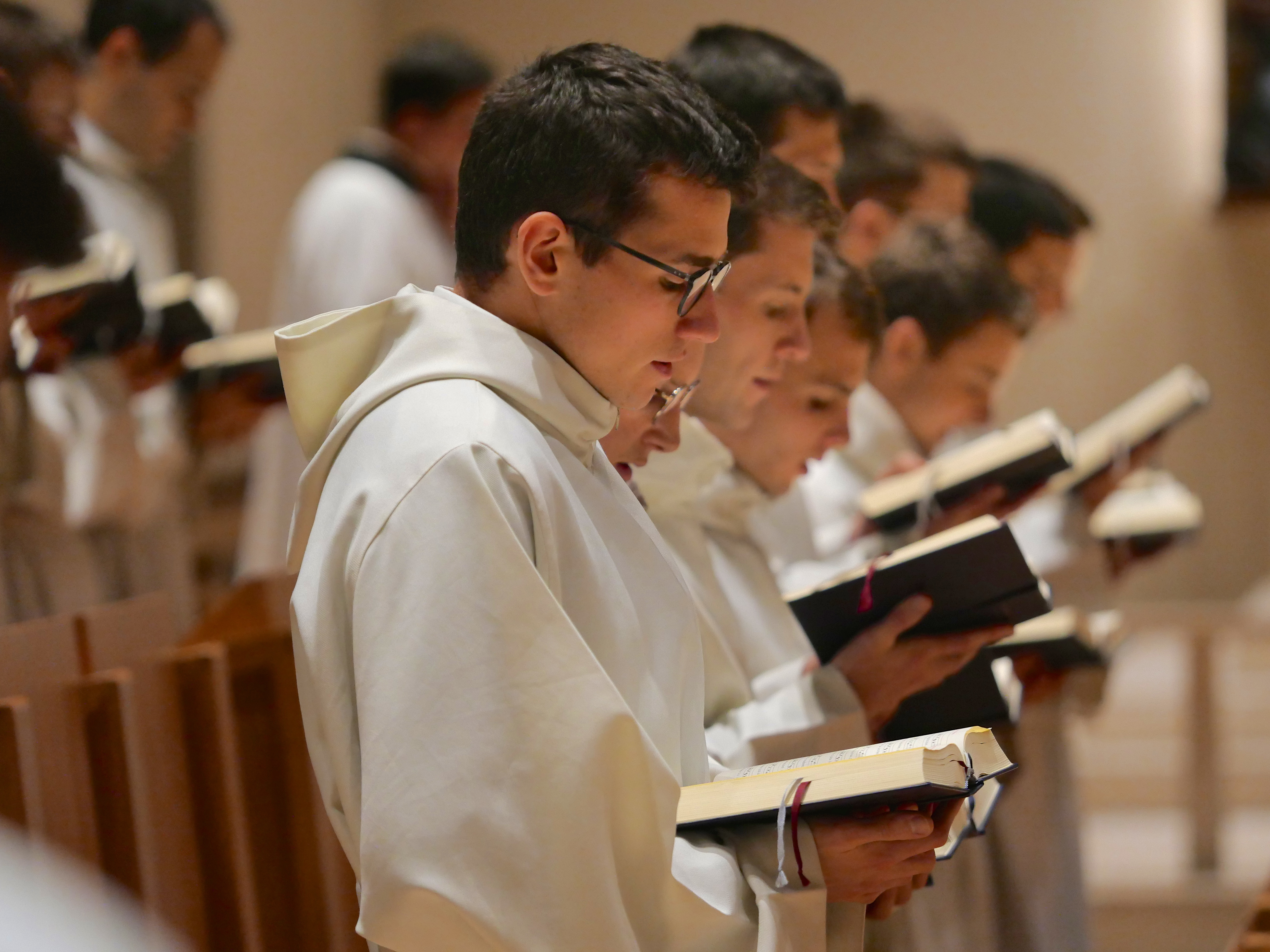
Seminaristen der Gemeinschaft Sankt Martin beim Stundengebet in Évron (2021)

Die Ausbildung der Seminaristen im Priesterseminar umfasst vier Schwerpunkte: die geistliche, pastorale, menschliche und intellektuelle Ausbildung. Dem eigentlichen Seminar geht ein Propädeutikumsjahr voraus. Der intellektuelle Teil der Ausbildung wird von der Theologischen Hochschule (frz. École supérieure de théologie) verantwortet, die der Päpstlichen Lateranuniversität (Rom) angegliedert ist. Die Ausbilder der Theologischen Hochschule sind größtenteils Priester der Gemeinschaft, die ihrerseits an verschiedenen Universitäten in Paris, Straßburg oder Rom studiert haben. Der gesamte Studiengang dauert sieben Jahre bis zur Diakonenweihe, acht Jahre bis zur Priesterweihe. Etwa in der Mitte der Ausbildung verbringen die Seminaristen ein Jahr als Praktikanten in einer Lokalgemeinschaft, beispielsweise in einer Pfarrei. 
Die Gründung eines Seminars war die erste Absicht des Gründers der Gemeinschaft Saint-Martin, Jean-Francois Guérin, im Jahr 1976. Er errichtete das Ausbildungshaus in Italien „für Priesteramtskandidaten, die dem Papst treu bleiben und sich gleichzeitig in die Lehre des Zweiten Vatikanischen Konzils einfügen wollten“.

„In ihrem Seminar bildet sie 100 Seminaristen nach einem einfachen Modell aus: intensives Gemeinschaftsleben, reiche Liturgie, Studium, Mobilität und Humor.“

Etwa 100 Seminaristen befinden sich in der Ausbildung im gemeinschaftseigenen Priesterseminar. Das Durchschnittsalter der Seminaristen liegt bei 26 Jahren (Stand 2023). Die Attraktivität der „martinischen“ Ausbildung wird mit verschiedenen Gründen erklärt: erstens das Gemeinschaftsleben, das als beruhigend empfunden wird, zweitens das intensive liturgische Leben, drittens die Mobilität, die die Gemeinschaft ihren Mitgliedern bietet, und viertens ein Stil, der zugleich offen und unverkrampft ist, gepaart mit einem soliden Humor und einem echten Sinn für das Konkrete.

### Ausbreitung

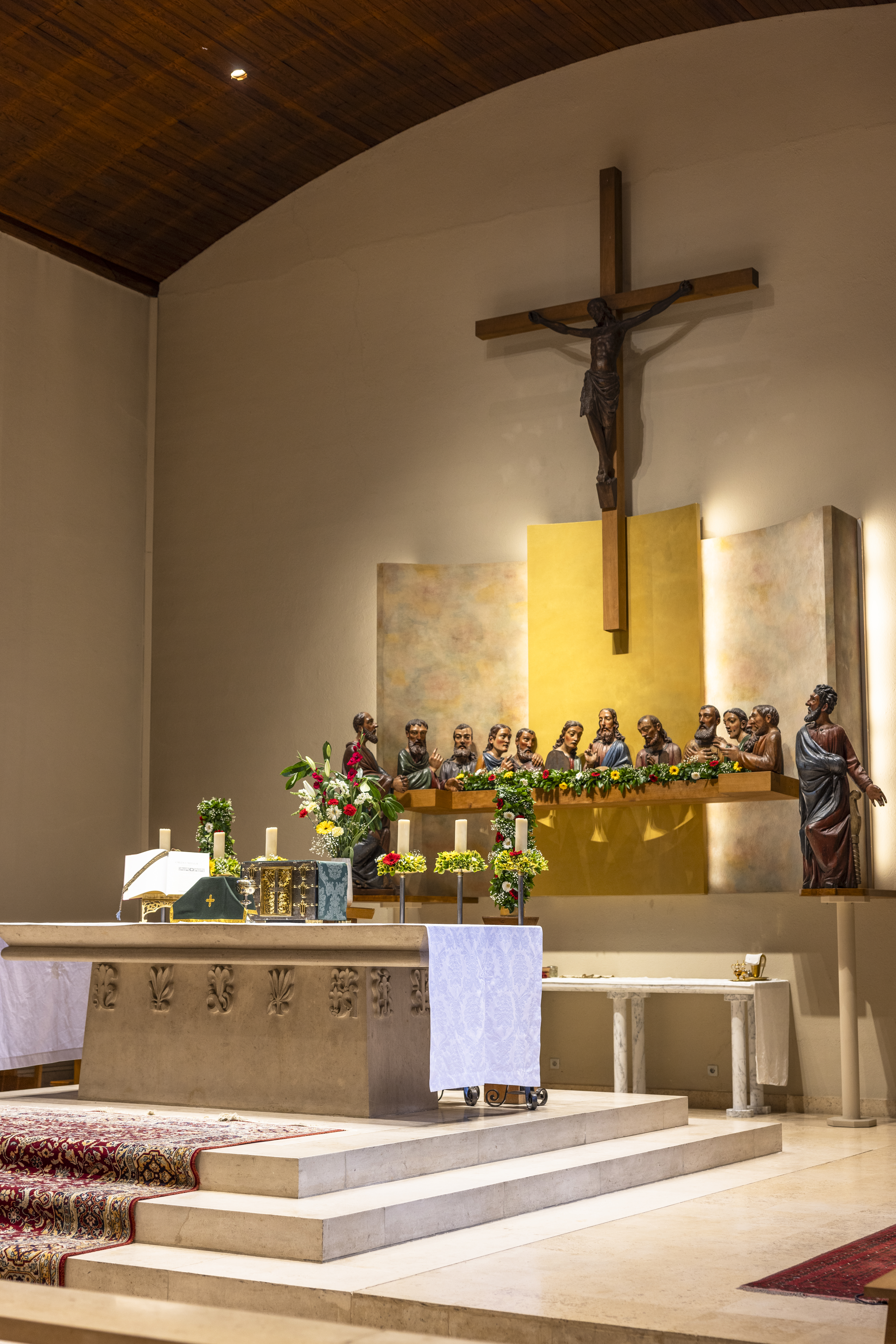
Kapelle im Seminar der Gemeinschaft Sankt Martin in Évron (2023)

Die Gemeinschaft Sankt Martin zählt 185 Mitglieder, Priester und Diakone (Stand 2023). Diese sind in etwa 40 Lokalgemeinschaften tätig. Damit ist die Gemeinschaft in 32 französischen Bistümern vertreten. 
Die Gemeinschaft betreut Pfarreien und Apostolate in und außerhalb von Frankreich. Die Priester sind in der Pfarrseelsorge sowie in der Internats- und Schulseelsorge, an Wallfahrtsorten und in Altenheimen tätig. Ihre Aufgaben üben sie in 30 Bistümern aus, meistens in Frankreich, ferner in Deutschland, Kuba und Italien.

#### In Frankreich
Die ersten Aufgaben in französischen Bistümern wurden Priestern der Gemeinschaft in den 1980er-Jahren im Bistum Toulon in der Provence anvertraut, darunter die Seelsorge in Fayence (1983) in der Côte-d’Azur-Stadt Saint-Raphael (1986). In Frankreich werden ländliche Regionen betreut, sowie Font-Romeu oder Mortagne-au-Perche, oder Stadtpfarreien, sowie die Kathedralpfarreien von Soissons, Amiens und Châlons, aber auch eine Pfarrei in Paris. Seit 2015 ist die Gemeinschaft auch in der Wallfahrtsseelsorge im Wallfahrtsort Lourdes tätig.
2021 wurde die Seelsorge in vier weiteren Orten übernommen, in Douai im Erzbistum Cambrai, in Mulhouse im Erzbistum Strassburg, in Gap im gleichnamigen Bistum und in Pierrelatte im Bistum Valence. 2022 kamen zwei Orte hinzu, Garge lès Gonesse im Bistum Pontoise und die Wallfahrtsseelsorge auf dem Mont Saint-Michel im Bistum Coutances.

#### Außerhalb von Frankreich

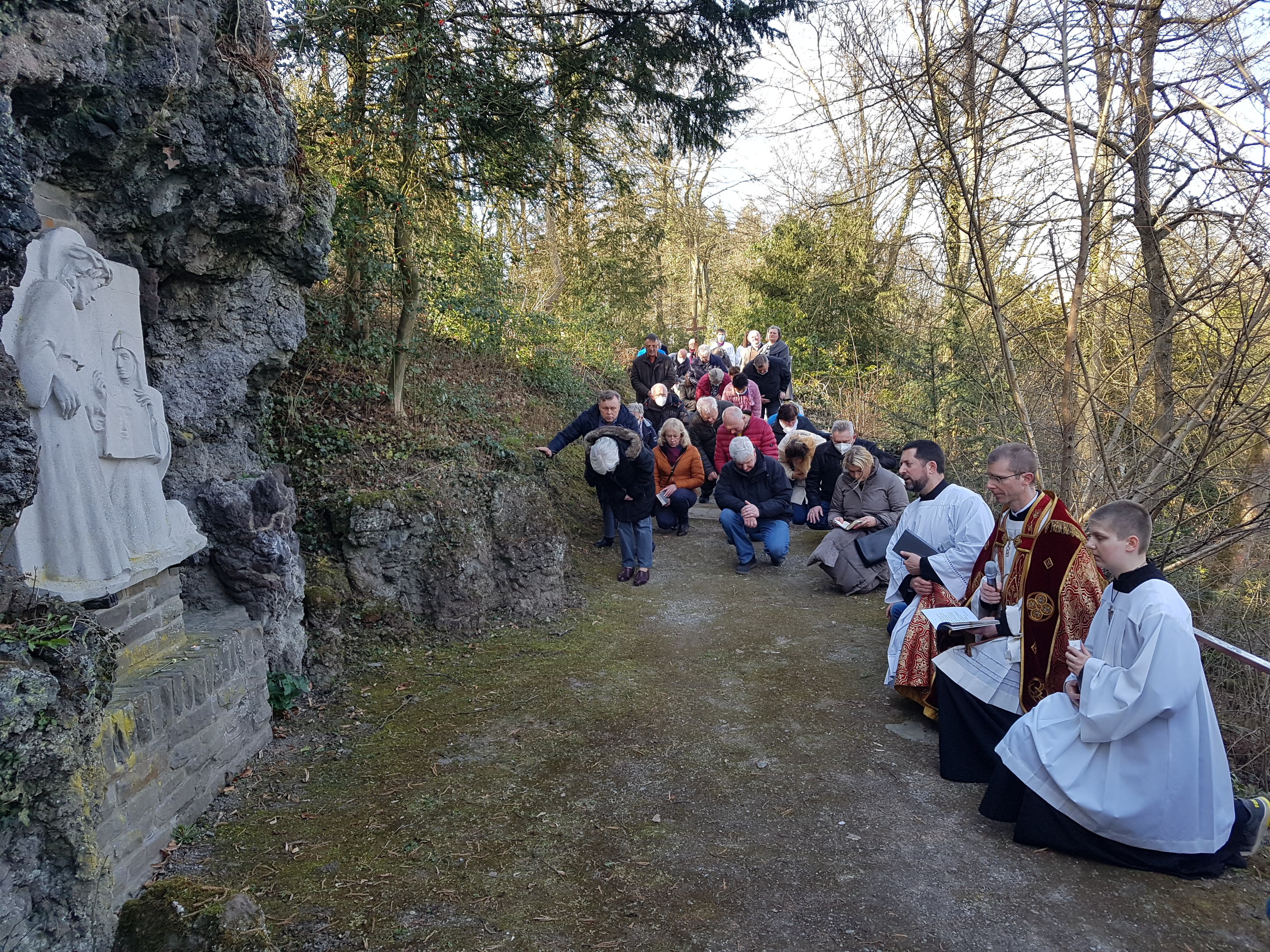
Kreuzweg im Marienwallfahrtsort Neviges mit Priestern der Gemeinschaft (2022)

In Rom stehen Priester der Gemeinschaft Sankt Martin im Dienst des Heiligen Stuhls oder befinden sich im Studium.
Seit 2006 ist die Gemeinschaft auf Kuba vertreten. Dort sind fünf Priester in einer Pfarrei im Bistum Santa Clara tätig. Ab 2024 kommt eine weitere Niederlassung auf Kuba hinzu.
In Deutschland gibt es seit 2022 eine Niederlassung im Wallfahrtsort Neviges in der Stadt Velbert. Die drei Priester der Gemeinschaft wurden am 27. September 2020 in einem Festgottesdienst begrüßt und eingeführt. Die Gemeinschaft hat die Seelsorge in der Wallfahrt sowie in den Pfarrgemeinden von Neviges und Tönisheide übernommen. Die Priester leben im bisherigen Franziskanerkloster.

## Geistliche Prägung

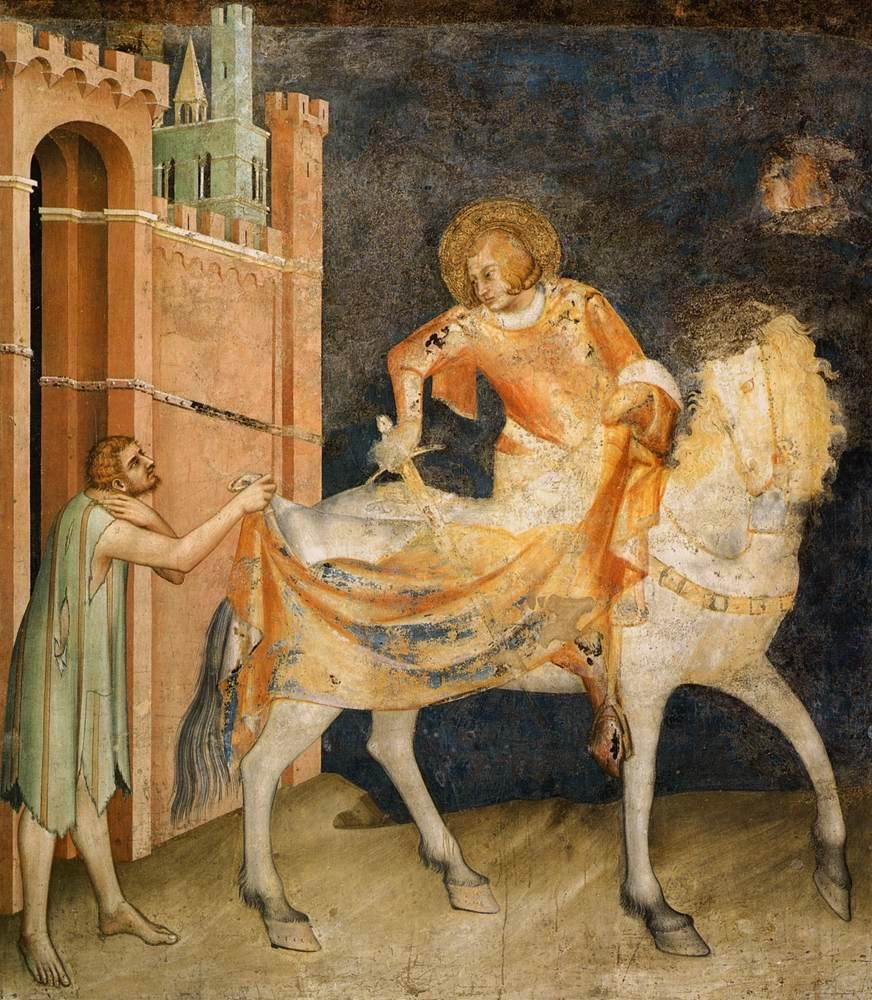
Mantelteilung des heiligen Martin, Fresko von Simone Martini, Basilika von Assissi

Die Gemeinschaft Sankt Martin sieht sich in einer Linie mit der Spiritualität der sogenannten École française. Konkret sind vor allem das Gemeinschaftsleben und die Feier des liturgischen Jahrs zentral. Außerdem werden die Lectio divina und der gregorianische Choral gepflegt. Ihre Wurzeln hat die Spiritualität in der geistlichen Verwandtschaft des Gründers, Jean-François Guérin, mit der benediktinischen Kongregation von Solesmes. Guérin war Oblate der zu dieser Kongregation gehörigen Abtei Fontgombault.
Üblicherweise nennen sich die Priester und Diakone der Gemeinschaft „Don“, wie italienische Weltpriester. In Deutschland tragen sie den französischen Titel „Abbé“, in beiden Fällen gefolgt vom Vornamen.
Dem Journalisten Christian Modehn der linkskatholischen Zeitschrift Publik-Forum zufolge ist die Gemeinschaft konservativ und bekomme Zulauf von „politisch militanten“ Katholiken, die gegen Homo-Ehe und Abtreibung agitierten und mit rechten Parteien eng vernetzt seien.